# 神奈川県道・東京都道503号相模原立川線
神奈川県道・東京都道503号相模原立川線（かながわけんどう・とうきょうとどう503ごう さがみはらたちかわせん）は、神奈川県相模原市から東京都町田市、八王子市、日野市を経て立川市に至る一般県道・一般都道である。

## 概要

### 路線データ

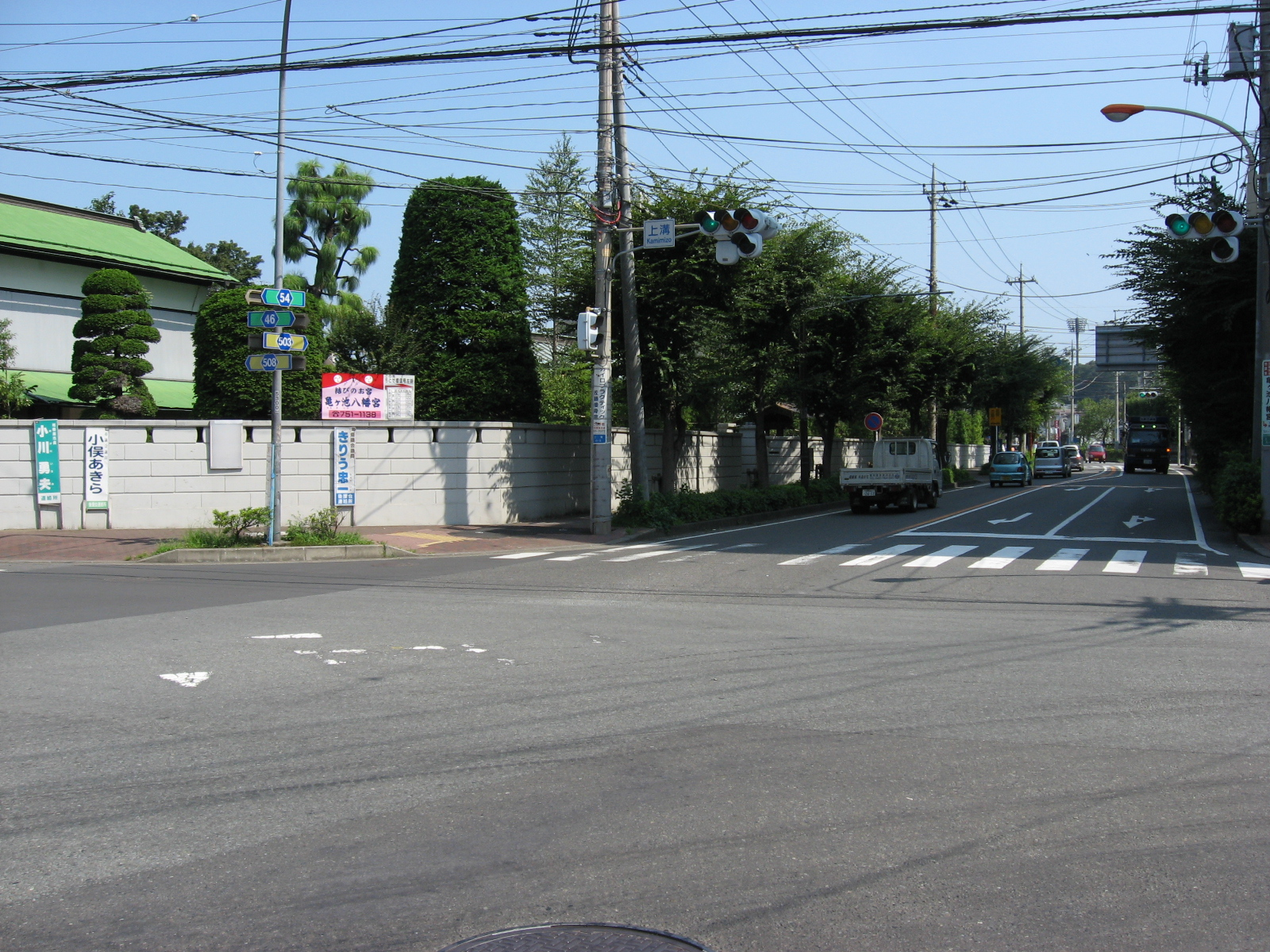
上溝交差点（起点）

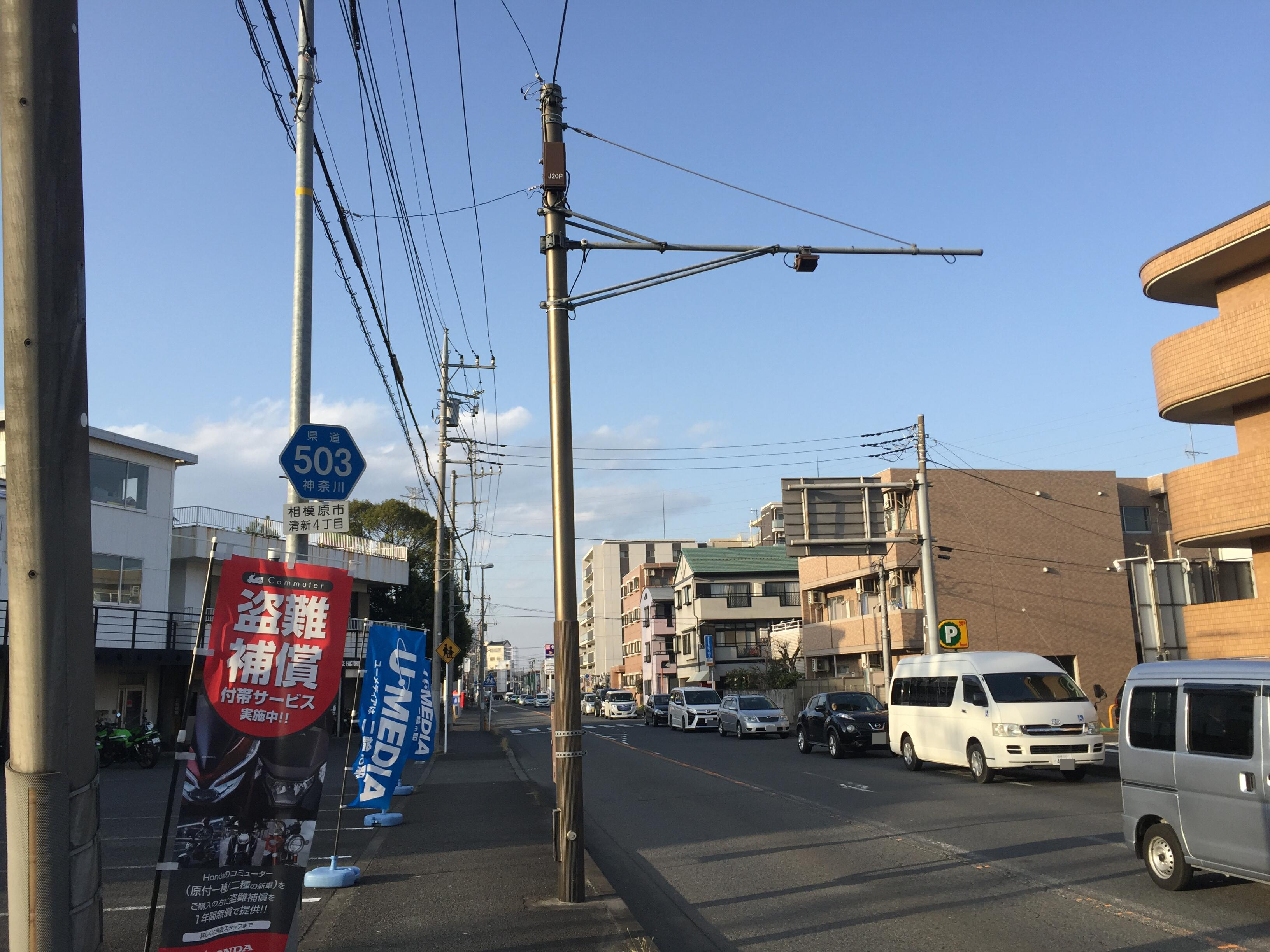
清新交差点（相模原市中央区）

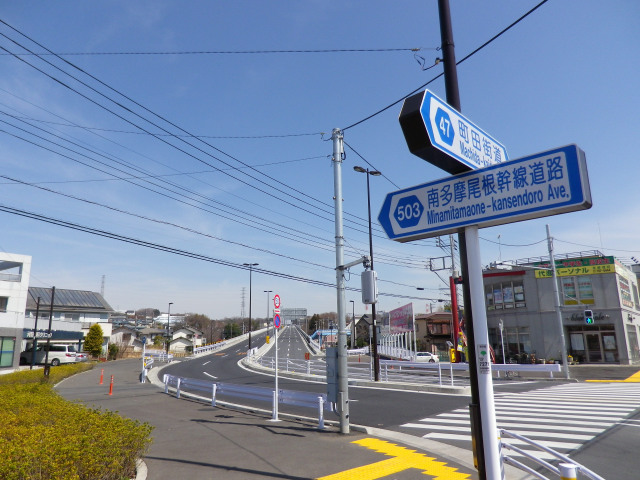
町田街道交点と小山沼陸橋

東京都八王子市南大沢二丁目から越野の区間は現道がなく、また越野から日野市程久保五丁目の区間は狭隘であり、一部区間は未整備のため車両の通行ができない。東京都道155号町田平山八王子線と重複していた区間のうち日野市八王子市境から南側（八王子市堀之内）の部分は、当該区間で町田平山八王子線が都道指定を解除されたことに伴う重用解除により、2023年8月31日付で単独路線となった。長池公園付近の旧道（市道降格済）は旧・米軍由木通信所に至る道路へ通じる（現在は車両通行止）。
- 陸上距離：
  - 神奈川県区間 不明
  - 東京都区間 11,690m（実延長、2016年4月1日現在）[2]
- 面積：
  - 神奈川県区間 不明
  - 東京都区間 178,602m2
- 起点：神奈川県相模原市中央区上溝（上溝交差点）
- 終点：東京都立川市錦町（日野橋交差点）
- Google マップ - 起点から八王子市南大沢まで
- Google マップ - 八王子市堀之内から終点まで

## 路線状況

### 通称
- 南多摩尾根幹線道路（町田街道交点 - 南多摩斎場入口交差点）
- 多摩モノレール通り（多摩動物公園南交差点 - 甲州街道駅入口交差点）
- 甲州街道（甲州街道駅入口交差点 - 日野橋交差点）

### 重複区間
- 国道16号：神奈川県相模原市中央区清新（相模原駅入口交差点 - 清新交差点）
- 東京都道158号小山乞田線：東京都町田市小山ヶ丘（小山長池トンネル南交差点） - 八王子市南大沢（南多摩斎場入口交差点）
- 東京都道155号町田平山八王子線：日野市程久保（程久保五丁目・日野市八王子市境界） - 程久保六丁目交差点
- 東京都道256号八王子国立線：東京都日野市日野（甲州街道駅入口交差点） - 立川市錦町（日野橋交差点）

### 旧道区間
- 東京都日野市程久保三丁目 - 三沢四丁目
- 東京都日野市日野 - 万願寺三丁目

### 廃止区間
- 東京都八王子市帝京大学中高校入口交差点 - 八王子市越野（ニチイケアセンター・ハイツプルミエールA棟付近）
  - この区間は区画整理により消滅したとみられる[3]。現在は八王子市道がこの区間を結んでいるが、都道には指定されていない[4]。

### 未成区間
- 東京都八王子市南大沢二丁目交差点 - 日野市八王子市境

### 事業中区間
- 東京都町田市名称なし交差点（南多摩尾根幹線終点） - 神奈川県相模原市宮下交差点（現道に接続）
  - 都市計画道路町田3・3・50号小山宮下線及び都市計画道路相模原3・5・3号宮下横山台線に属し、片側2車線で整備予定である[5]。平成橋と小山橋（現道）の間の境川に架橋する。計画では令和9年開通予定である[6]。

### 道路施設

#### 橋梁
- 日金沢橋（姥川）
- 小山橋（境川）
- 小山沼陸橋 - 橋梁部は自転車・軽車両通行禁止
- 程久保橋（程久保川）
- 新井橋（浅川）
- 日野橋（多摩川）

#### トンネル
- 矢掛立体交差（横浜線）
- 小山長池トンネル（尾根緑道）
- 高幡立体（京王線・多摩都市モノレール線）

## 地理

### 通過する自治体
- 神奈川県
  - 相模原市（中央区）
- 東京都
  - 町田市
  - 八王子市
  - 日野市
  - 立川市

### 交差・接続している道路
| 交差する道路                                                       | 交差する道路                                            | 交差点名       | 所在地   | 所在地           | 所在地           |
| ------------------------------------------------------------------ | ------------------------------------------------------- | -------------- | -------- | ---------------- | ---------------- |
| 神奈川県道54号相模原愛川線                                         |                                                         |                |          |                  |                  |
| 神奈川県道508号厚木城山線                                          | 神奈川県道508号厚木城山線・神奈川県道46号相模原茅ヶ崎線 | 上溝           | 神奈川県 | 相模原市         | 中央区           |
| 神奈川県道504号相模原停車場線                                      | 国道16号（東京環状）                                    | 相模原駅入口   | 神奈川県 | 相模原市         | 中央区           |
| 国道16号重複区間                                                   |                                                         |                |          |                  |                  |
| 相模原市道                                                         | 国道16号（東京環状）                                    | 清新           | 神奈川県 | 相模原市         | 中央区           |
| 東京都道47号八王子町田線（町田街道）                               | 東京都道47号八王子町田線（町田街道）                    | 小山           | 東京都   | 町田市           | 町田市           |
| 東京都道158号小山乞田線（南多摩尾根幹線道路）                      | -                                                       |                | 東京都   | 町田市           | 町田市           |
| 南多摩尾根幹線重複区間                                             |                                                         |                |          |                  |                  |
| 東京都道158号小山乞田線（南多摩尾根幹線道路）                      | 八王子市道                                              | 南多摩斎場     | 東京都   | 八王子市         | 八王子市         |
| 東京都道158号小山乞田線（多摩ニュータウン通り）                    | 東京都道158号小山乞田線（多摩ニュータウン通り）         | 南大沢二丁目   | 東京都   | 八王子市         | 八王子市         |
| 計画区間                                                           |                                                         |                |          |                  |                  |
| 東京都道20号府中相模原線（野猿街道）                               | 東京都道20号府中相模原線（野猿街道）                    | -              | 東京都   | 八王子市         | 八王子市         |
| 廃止区間                                                           |                                                         |                |          |                  |                  |
| 八王子市道                                                         | 八王子市道                                              | -              | 東京都   | 八王子市         | 八王子市         |
| 八王子市道                                                         | 八王子市道                                              | -              | 東京都   | 八王子市         | 八王子市         |
| 自動車通行不能区間                                                 |                                                         |                |          |                  |                  |
| 東京都道155号町田平山八王子線（平山通り）                          | 東京都道155号町田平山八王子線（平山通り）               | -              | 東京都   | 八王子市         | 八王子市         |
| -                                                                  | 八王子市道（旧：都道155号旧道）                         | -              | 東京都   | 八王子市         | 八王子市         |
| 市道移管区間（旧：都道155号重複区間）                              |                                                         |                |          |                  |                  |
| 市道移管区間終点                                                   | 市道移管区間終点                                        | （交差点なし） | 東京都   | 八王子・日野市境 | 八王子・日野市境 |
| 都道155号重複区間                                                  |                                                         |                |          |                  |                  |
| -                                                                  | 東京都道155号町田平山八王子線（旧道）                   | 程久保六丁目   | 東京都   | 日野市           | 日野市           |
| -                                                                  | 東京都道156号町田日野線（多摩モノレール通り）           | 多摩動物公園南 | 東京都   | 日野市           | 日野市           |
| 東京都道41号稲城日野線（川崎街道）                                 | 東京都道41号稲城日野線（川崎街道）                      | 高幡           | 東京都   | 日野市           | 日野市           |
| 国道20号（日野バイパス）                                           | 国道20号（日野バイパス）                                | 日野万願寺駅前 | 東京都   | 日野市           | 日野市           |
| 日野市道                                                           | 旧道                                                    | -              | 東京都   | 日野市           | 日野市           |
| 新川崎街道（路線認定なし）                                         | 新川崎街道（路線認定なし）                              | -              | 東京都   | 日野市           | 日野市           |
| 東京都道256号八王子国立線（国道20号旧道・甲州街道）                | 東京都道149号立川日野線（多摩モノレール通り）           | 甲州街道駅入口 | 東京都   | 日野市           | 日野市           |
| 都道256号重複区間                                                  |                                                         |                |          |                  |                  |
| -                                                                  | 新川崎街道（路線認定なし）                              | -              | 東京都   | 日野市           | 日野市           |
| 都道256号重複区間                                                  |                                                         |                |          |                  |                  |
| 日野市道                                                           | 旧道                                                    | 日野橋南詰     | 東京都   | 日野市           | 日野市           |
| 都道256号重複区間                                                  |                                                         |                |          |                  |                  |
| 東京都道29号立川青梅線（奥多摩街道）・都道29号新道（新奥多摩街道） | 東京都道256号八王子国立線（国道20号旧道・甲州街道）     | 日野橋         | 東京都   | 立川市           | 立川市           |
| 東京都道16号立川所沢線（立川通り）                                 |                                                         |                |          |                  |                  |

### 周辺施設
- 多摩動物公園
- 高幡不動尊